# 찰리 도허티
찰리 도허티(찰스 윌리엄 도허티, Charles William Dougherty, 1862년 2월 7일 – 1925년 2월 18일)는 1884년 앨투나마운틴시티(Altoona Mountain City)의 메이저 리그 야구 선수였다. 그는 2루수였으며 타율 .259를 기록했다.